# Monika Simančíková
Monika Simančíková (ur. 14 sierpnia 1995 w Pieszczanach) – słowacka łyżwiarka figurowa, startująca w konkurencji solistek. Uczestniczka mistrzostw Europy i świata, medalistka zawodów międzynarodowych oraz dwukrotna mistrzyni Słowacji (2011, 2012).

## Osiągnięcia
| Zawody                                | 07–08          | 08–09          | 09–10          | 10–11          | 11–12          | 12–13          | 13–14          |                |                |                |                |                |                |                |                |                |                |
| Międzynarodowe                        | Międzynarodowe | Międzynarodowe | Międzynarodowe | Międzynarodowe | Międzynarodowe | Międzynarodowe | Międzynarodowe | Międzynarodowe | Międzynarodowe | Międzynarodowe | Międzynarodowe | Międzynarodowe | Międzynarodowe | Międzynarodowe | Międzynarodowe | Międzynarodowe | Międzynarodowe |
| ------------------------------------- | -------------- | -------------- | -------------- | -------------- | -------------- | -------------- | -------------- | -------------- | -------------- | -------------- | -------------- | -------------- | -------------- | -------------- | -------------- | -------------- | -------------- |
| Mistrzostwa świata                    |                |                |                |                |                | 17             |                |                |                |                |                |                |                |                |                |                |                |
| Mistrzostwa Europy                    |                |                |                |                | 14             | 15             |                |                |                |                |                |                |                |                |                |                |                |
| Ice Challenge                         |                |                |                |                |                | 3              |                |                |                |                |                |                |                |                |                |                |                |
| Memoriał Ondreja Nepeli               |                |                |                |                | 4              | 2              | 11             |                |                |                |                |                |                |                |                |                |                |
| Merano Cup                            |                |                |                |                | 8              |                | 8              |                |                |                |                |                |                |                |                |                |                |
| New Year's Cup                        |                |                |                |                |                | 3              |                |                |                |                |                |                |                |                |                |                |                |
| NRW Trophy                            |                |                |                |                | 14             | 11             |                |                |                |                |                |                |                |                |                |                |                |
| Międzynarodowe: Kategorie młodzieżowe |                |                |                |                |                |                |                |                |                |                |                |                |                |                |                |                |                |
| Mistrzostwa świata juniorów           |                |                |                | 18             | 15             |                |                |                |                |                |                |                |                |                |                |                |                |
| JGP w Austrii                         |                |                |                | 5              |                | 11             |                |                |                |                |                |                |                |                |                |                |                |
| JGP w Czechach                        |                |                |                | 6              |                |                |                |                |                |                |                |                |                |                |                |                |                |
| JGP w Estonii                         |                |                |                |                | 9              |                |                |                |                |                |                |                |                |                |                |                |                |
| JGP w Niemczech                       |                |                | 10             |                |                | 7              |                |                |                |                |                |                |                |                |                |                |                |
| JGP w Polsce                          |                |                | 7              |                | 10             |                |                |                |                |                |                |                |                |                |                |                |                |
| Ice Challenge                         |                |                |                | 1 J            |                |                |                |                |                |                |                |                |                |                |                |                |                |
| Tirnavia Ice Cup                      |                |                | 2 J            |                |                |                |                |                |                |                |                |                |                |                |                |                |                |
| Merano Cup                            |                | 2 N            |                |                |                |                |                |                |                |                |                |                |                |                |                |                |                |
| Santa Claus Cup                       | 2 N            | 1 N            |                |                |                |                |                |                |                |                |                |                |                |                |                |                |                |
| Grand Prize SNP                       | 1 N            |                |                |                |                |                |                |                |                |                |                |                |                |                |                |                |                |
| Olimpijski festiwal młodzieży Europy  |                |                |                | 3 J            |                |                |                |                |                |                |                |                |                |                |                |                |                |
| Krajowe                               |                |                |                |                |                |                |                |                |                |                |                |                |                |                |                |                |                |
| Mistrzostwa Słowacji                  | 1 J            | 1 J            | 1 J            | 1              | 1              |                | 2              |                |                |                |                |                |                |                |                |                |                |